# Schwarzenbach am Wald
Schwarzenbach am Wald is een plaats in de Duitse deelstaat Beieren, en maakt deel uit van het Landkreis Hof.
Schwarzenbach am Wald telt 4.351 inwoners.
Het stadje ligt aan de voet van de 795 m hoge Döbraberg, de hoogste top van het middelgebergte Frankenwald.
Bad Steben ·
Berg ·
Döhlau ·
Feilitzsch ·
Gattendorf ·
Geroldsgrün ·
Helmbrechts ·
Issigau ·
Köditz ·
Konradsreuth ·
Leupoldsgrün ·
Lichtenberg ·
Münchberg ·
Naila ·
Oberkotzau ·
Regnitzlosau ·
Rehau ·
Schauenstein ·
Schwarzenbach a.Wald ·
Schwarzenbach a.d.Saale ·
Selbitz ·
Sparneck ·
Stammbach ·
Töpen ·
Trogen ·
Weißdorf ·
Zell